# JAALA美術家会議
JAALA（ジャーラ、ジャラ）美術家会議（Japan Asia Africa Latin-American Artist Association）は、日本の美術団体。1977年5月22日に、針生一郎や富山妙子、水谷勇夫、福田恒太、他150名の賛同者で結成された。前身としてAA作家会議（Asia Africa Artist Association）があり1966年以前より活動があった。
JAALA沿革
1977. 5 
日本・アジア・アフリカ・ラテンアメリカ美術家会議 (JAALA)創立 
従来の欧米を中心とした文明の大きな転換期を迎え、第3世界の美術作品、美術家との交流を通じて、 歴史を検証し直す、という趣旨の下に結成。 
議長・針生一郎、副議長・富山妙子、水谷勇夫、事務局長・福田恒太 
公開シンポジウム計5回開催。 パレスチナ問題が認識されるようになる。 
1977 .7 
第1回「第三世界とわれわれ展」(人間と自然の復権) 東京都美術館
実行委員長・建畠覚造、副実行委員長・森田信夫、 桂川寛 
海外作品100点、国内作品200点。ムスタフ・ムスタファハラージ氏をベイルートより招待。 
1978 .3
「パレスチナのための国際美術展」にJAALAから30点出品。 
ただし、イスラエルのベイルート攻撃 (1982年)で出品作品消失さる。 
1979.7 
パレスチナの招きでレバノン、シリアなどを 11名 (ヨシダヨシエ、福田、井口、高頭、鷲見など) が訪問 
韓国では朴大統領が暗殺され、フィリピンでは反体制運動が高揚、戒厳令下に。
針生一郎 「岡倉天心とインド」他、連続セミナー8回 
1980. 7 
第2回「第三世界とわれわれ展」(ああ大日本帝国…) 東京都美術館
実行委員長・藤沢典明、副実行委員長・森田信夫、高頭祥八 
タイ現代美術90点、パレスチナ37点など。テプシリ・スークソパ氏招待。 
韓国光州事件、イランイラク戦争勃発。 
1981.11 
川崎市の「AALA 国際文化会議」に〈今日の絵馬展〉で参加。川崎駅ビル
1982 .7
第3回「第三世界とわれわれ展」(核廃絶・人間と自然の復権) 東京都美術館
実行委員長・森田信夫、事務局長・鷲見哲彦   反核はがきポスター公募。パレスチナ(在日) 作家ウラジミール・タマリ。タイより現代美術200点、作家2名招待。
1983
タイの「国際美術展」に25点出品。
1984.7 
第4回 「第三世界とわれわれ展」 (よみがえれデモクラシー) 東京都美術館
実行委員長・大谷久子、事務局長・原之夫 
フィリピン作家2名招待、 アキノ暗殺。 
1985
フィリピン「国際美術展」に20点出品 
1986.7 
第5回 「第三世界とわれわれ展」 (民衆のアジア) 東京都美術館
実行委員長・福田恒太、事務局長・井口環誠 
1987.9 
JAALA国内展・川崎　川崎駅前市民ギャラリー 
1988.7 
第6回「第三世界とわれわれ展」 (アジアに吹く新しい風)　東京都美術館
実行委員長・富山妙子、副実行委員長・福田恒太 
1989.9 
JAALA 国内展・川崎(パレスチナ・インテファーダ展) 川崎市産業文化会館
1990.7 
第7回「第三世界とわれわれ展」(抵抗と人権)　東京都美術館 
実行委員長・水谷勇夫、副実行委員長・福田恒太 
1991.9 
JAALA国内展・川崎(戦争なんてもういらない…) 川崎市教育文化会館
1992.7 
第8回「第三世界とわれわれ展」(いま国境を越えて) 東京都美術館 
実行委員長・井口環誠、副実行委員長・福田恒太 
特設展示「南北朝鮮統一美術展」北朝鮮(在日)40点出品 
1993.9 
JAALA国内展・川崎(戦争と美術) 川崎市教育文化会館
1994.7 
第9回「JAALA展」 (アジアの平和と共生のために) 東京都美術館
1996.7 
第10回「JAALA展」(今日のリアリズムを求めて) 東京都美術館
1998.7 
第11回「JAALA展」(経済開発で人間は開放されるか) 東京都美術館
1999.9 
韓国「東北アジア・第三世界美術展」ソウル市立美術館 
JAALA から73点出品
シンポジウム、パネラー・金芝河、元東石、針生一郎
2000.7 
第12回「JAALA展」 (共生の二十一世紀へ、曼荼羅空間)  東京都美術館
実行委員長・福田恒太、会場構成・ヨシダヨシエ 	
「合同追悼展」(小暮福治、清水潔、 丸木俊、 山中良二郎) アートガーデンかわさき 
2001.9 
川崎展 「マンダラへの道」 川崎市教育文化会館
2002.7 
第13回「JAALA展」 (グロバリゼーション?) 〈花王財団〉東京都美術館 
実行委員長・福田恒太、副実行委員長・井口環誠 
「芸術キャバレー」 連続講座開催 
ワークショップ 「ブッシュを燃やせ」 三浦海岸
2003.6 
川崎展「殺すな!」川崎市教育文化会館
福田恒太遺作展示
2004.7 
第14回「JAALA展」(戦争でテロは根絶されない) 東京都美術館 
実行委員長・稲垣三郎、副実行委員長・井口環誠、山川靖夫 
2005.5
川崎展 (戦争と占領をアジアからしめだせ )  川崎市教育文化会館
2006.7 第15回「JAALA展」 (アジアから戦争を締め出せ・民衆共通の夢)〈文化振興基金〉東京都美術館 
実行委員長・稲垣三郎、事務局・山川靖夫 
2000.6
川崎展(美しい国日本よりも自由平等で平和なアジアを) 川崎市民ミュージアム 
主招請国、バングラデシュ
2008.7
第16回「JAALA展」(国境をこえた民衆の連帯へ) 東京都美術館
実行委員長・稲垣三郎、事務局・山川靖夫 
2009.5 
川崎展(国家の壁をこえた民衆の交流へ) 川崎市民ミュージアム 
　実行委員長・稲垣三郎、副実行委員長・山川靖夫、井口環誠 
5月、針生一郎議長逝去 
2010.7 
第17回「JAALA展」 (出遭いの環に参加を)  川崎市民ミュージアム 
実行委員長・稲垣三郎、事務局・山川靖夫
2011.6
JAALA会議にて活動継続を決議
名称を「日本・アジア・アフリカ・ラテンアメリカ美術家会議」から「 JAALA美術家会議」とする。新代表に稲垣三郎、事務局長に山川靖夫
2011.8 
川崎展－2011　アートガーデンかわさき 
JAALA協力会発足（2019年以降休会） 
2012.8 
第18回「JAALA展」(さらに国境をこえよう) 東京都美術館
実行委員長・稲垣三郎、事務局・山川靖夫
2013.7
川崎展―21013 　アートガーデンかわさき 
2014.6 
第19回 「JAALA 国際交流展」(人が人として生きられるアジアを) 川崎市民ミュージアム 
実行委員長・稲垣三郎、 事務局・山川靖夫、佐復正雄 
主招請国・モンゴル 
JAALA 展の名称を「JAALA国際交流展」 とする
2016.4 
川崎展「今この道にその足音が聞こえないか」 アートガーデンかわさき
　　　　　　　　　　　　　　　　　　　　　　韓国「セマール号追悼」展 ソウル　JAALA 8人参加 
2017.2
第20回「JAALA 国際交流展」(どこよりも自由な JAALA)  
実行委員長・藤谷美貴雄、 副実行委員長・白允生、村田淳 　東京都美術館
特別参加・在日留学生 
2017.3
新代表に藤谷美貴雄、事務局長に白允生
2018.2 
JAALA小品展「春展」 アーチストスペース 
2018. 8 
第 21 回「JAALA 国際交流展」(どこよりも自由)  東京都美術館 
実行委員長・藤谷美貴雄、 事務局・白允生 
主招請国・協賛 上海梧桐美術館 
2019.12. 
国内展   O美術館
実行委員長・藤谷美貴雄、 事務局・白允生
2020.12
国内展　横浜市民ギャラリーあざみ野
実行委員長・高原浩一、 事務局・イマイ恵子
2021.1
新代表に・小林はくどう、 事務局長に高原浩一、事務局イマイ恵子
2021.8
第 22 回「JAALA 国際交流展」(民族、国家をこえてFlatな場を実現する！) 横浜市民ギャラリーあざみ野
実行委員長・小林はくどう、 事務局・高原浩一、イマイ恵子
2022.8
国内展 アートガーデンかわさき
実行委員長・小林はくどう、 事務局・高原浩一、イマイ恵子
2023.5
JAALA横浜展　ギャラリー清水　有志による小品展
2023.7
第 23 回「JAALA 国際交流展」(この世界を分断してはならない！)　東京都美術館     実行委員長・小林はくどう、 事務局・高原浩一、イマイ恵子
2024.10
国内展 アートガーデンかわさき        実行委員長・小林はくどう、 事務局・高原浩一、イマイ恵子
2024.11
茨城県守谷市のアーティストレジデンス、アーカススタジオにてインドネシアの美術家集団「Hyphen-」（ハイフン）と交流。JAALAから6人参加。
2025.6
第 24 回「JAALA 国際交流展」　東京都美術館    実行委員長・小林はくどう、 副実行委員長・高原浩一、浦﨑勲　事務局・イマイ恵子
これまでに交流をもった国、地域 
韓国、中国、台湾、フィリピン、タイ、カンボジア、 バングラデシュ、イラン、 
イラク、クルド、パレスチナ、イスラエル、ケニア、セネガル、チリ、ブラジル、 
ハイチ、スリランカ、モンゴル、ミャンマー、オーストラリア (アボリジニ)、上海、
シリア、スペイン、西サハラ、コロンビア、エルサルバドル、チリ、レバノン、エクアドル、ドイツ、イギリス、グアテマラ　その他　
＊JAALA国内展2024図録（Ｐ５８～Ｐ６０）より引用